# Vailly-sur-Aisne
Vailly-sur-Aisne är en kommun i departementet Aisne i regionen Hauts-de-France i norra Frankrike. Kommunen ligger  i kantonen Vailly-sur-Aisne som ligger i arrondissementet Soissons. År 2022 hade Vailly-sur-Aisne 2 019 invånare.

## Befolkningsutveckling
Antalet invånare i kommunen Vailly-sur-Aisne
Referens: INSEE